# Gabriella Schubert
Gabriella Schubert (* 22. September 1943 in Budapest) ist eine deutsche Slawistin.

## Leben
Von 1971 bis 1977 studierte sie Slawistik und Balkanologie an der FU Berlin (1977 Magisterarbeit: Die ungarischen Lehnwörter im Serbokroatischen unter besonderer Berücksichtigung der Rückentlehnungen). Von 1977 bis 1982 war sie wissenschaftliche Assistentin, Abteilung Balkanologie des Osteuropa-Instituts der Freien Universität Berlin. Nach der Promotion 1981 an der FU Berlin war sie von 1986 bis 1995 Akademische Rätin an der Abteilung Balkanologie des Osteuropa-Instituts. Nach der Habilitation 1991 an der Freien Universität Berlin (venia legendi für das Fach Balkanologie) hatte sie 1992 eine Gastprofessur an der Fakultät für Volkskunde der Eötvös-Loránd-Universität. Von 1995 bis 2010 war sie Professorin für Südslawistik in Jena.
Ihre Forschungsschwerpunkte sind Ethnologie und Folkloristik der Ethnien Südosteuropas, Identitäten und Alteritäten im Donau-Balkan-Raum, deutsch-südslawische Kulturbeziehungen und Hungarologie.

## Schriften (Auswahl)
- Ungarische Einflüsse in der Terminologie des öffentlichen Lebens der Nachbarsprachen. Wiesbaden 1982, ISBN 3-447-02270-1.
- Kleidung als Zeichen. Kopfbedeckungen im Donau-Balkan-Raum. Wiesbaden 1993, ISBN 3-447-03405-X.
- als Herausgeberin: Serben und Deutsche im 20. Jahrhundert – im Schatten offizieller Politik. Wiesbaden 2015, ISBN 3-447-10525-9.
- Was ist ein Ungar? Selbstverortung im Wandel der Zeiten. Wiesbaden 2017, ISBN 3-447-10818-5.

## Herausgebertätigkeit
- Zeitschrift für Balkanologie, Wiesbaden (zusammen mit Wolfgang Dahmen, Petra Himstedt-Vaid, Reinhard Lauer), ISSN 0044-2356